# Clavulina connata
Clavulina connata é uma espécie de fungo pertencente à família Clavulinaceae.